# Ivo Vasiljev
Ivo Vasiljev (29. května 1935, Praha — 23. října 2016, České Budějovice) byl český koreanista a vietnamista, bývalý vedoucí oboru vietnamistika na Filosofické fakultě UK, pedagog a polyglot. Zabýval se především vietnamštinou, vícejazyčností a kulturami východní Asie.

## Život
Narodil se 29. května 1935 v Praze jako starší syn účetního Valentina Vasiljeva a Heleny Vasiljevové (rozené Verichové). Jeho matka byla Češka s baltskoněmeckými kořeny, otec pocházel z Ruska. Vyrůstal v městečku Unhošti blízko Kladna. S rodiči mluvil rusky, díky čemuž byl bilingvní.[zdroj?]
Původním vzděláním je koreanista, později se však orientoval hlavně na vietnamštinu a dějiny a kulturu Vietnamu. Jako učitel, tlumočník, překladatel a odborný poradce pracoval v někdejším Československu, v západní Evropě i v jihovýchodní Asii. Postupně do jisté míry ovládl přibližně 15 jazyků.
Ve svém stáří žil v Českých Budějovicích. Z prvního manželství měl s japanoložkou Zdeňkou Vasiljevovou († 2004) syny Marka a Pavla. Nejmladším potomkem je syn Radek.[zdroj?]
Poslední dílo, čtvrtý ze šesti zamýšlených svazků Velkého učebního česko-vietnamského slovníku, vydal spolu s Ing. Nguyễn Quyết Tiếnem v roce 2016.

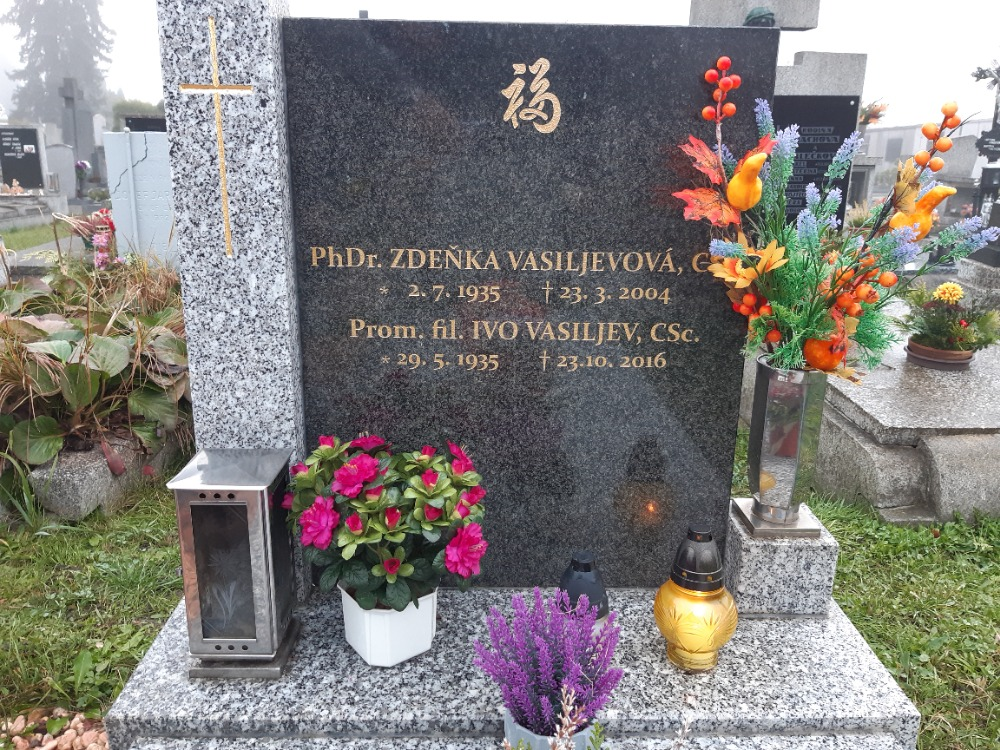
Hrob Ivo Vasiljeva v Mladém u Českých Budějovic (sektor 24, hrob č.35)

Dne 23. října 2016 zemřel v Českých Budějovicích. Je pohřben spolu se svojí ženou Zdeňkou na hřbitově v Mladém u Českých Budějovic (sektor24, hrob číslo 35).[zdroj?]

## Profesní dráha

### 50. a 60. léta
Na Filozofické fakultě UK vystudoval obor korejština a dějiny Dálného východu (1953–58). Vědeckou aspiranturu v oboru vietnamský jazyk absolvoval v Orientálním ústavu ČSAV (1959–63), kde získal vědeckou hodnost CSc. (1964). V průběhu aspirantury byl jako externista na Filozofické fakultě UK pověřen vedením oboru vietnamistika (1962–70). Kurz vietnamštiny přednášel také na univerzitě v Hullu ve Velké Británii (1968). Do roku 1971 byl vědeckým pracovníkem Orientálního ústavu ČSAV.
Obeznámení s novodobou problematikou Vietnamu (cesty v letech 1963–66) ho přivedlo ke studiu moderních dějin Vietnamu a k účasti na mezinárodních akcích proti válce ve Vietnamu. V roce 1967 spolupředsedal politickému výboru první Světové konference proti válce ve Vietnamu ve Stockholmu. V 60. letech působil též jako konzultant iniciativy nositelů Nobelovy ceny míru za mír ve Vietnamu a dalších mezinárodních iniciativ.[zdroj?]

### 80. léta
V době, kdy pracoval v Ústavu pro etnografii a folkloristiku ČSAV (1981–91), spojoval teoretické práce v oblasti etnicity a historie českého vystěhovalectví s osvětovou činností ve vztahu k hostujícím vietnamským dělníkům. S Vladimírem Korčákem a Nguyen Van Canhem překládali moderní vietnamskou poezii, s Nguyen Phan Canhem přeložil do vietnamštiny Máchův Máj (rukopis, Český literární fond 1990).[zdroj?]

### 90. léta
Jako konzultant se podílel na mezinárodním archeologickém projektu ve středním Vietnamu (1997–2002) a pokračoval v jazykovědných a kulturně historických studiích, rozšířených o austronéské a thajské jazyky a kultury. Přispíval v časopisech Nový Orient, Český lid a Slovo a slovesnost, zajímal se o vztahy mezi různými jazyky a multilingvismus. Vydal také populárně vědeckou knihu Za dědictvím starých Vietů (1999).

### 21. století
Byl členem Jazykového sdružení při AV ČR, Pražského lingvistického kroužku, České národopisné společnosti, The Association of Productivity Specialists (New York), The Siam Society, The Malaysian Branch of the Royal Asiatic Society. Účastnil se mezinárodního programu Languages in a Network of European Excellence (2006–2010).
V průběhu svojí kariéry se zúčastnil řady mezinárodních kongresů a proslovil přednášky na Pařížské univerzitě, na King's College v Cambridge, na univerzitách v Leedsu a Yorku, Bruselu, Sapporu, Hanoji a Ho Či Minově Městě. Vedl nebo oponoval diplomové a disertační práce českých, slovenských, vietnamských, laoských a kambodžských studentů a aspirantů. Jeho jazykovědné zájmy pokrývají široké spektrum od typologie jazyka, vztahu jazyka a myšlení, jazyka a společnosti, zejména ve vztahu ke kultuře a etnicitě, multilingvismu a interkulturní komunikace, až po vyučování jazyka na základě poznatků kognitivní neurovědy.
Přednášel na Filozofické fakultě Univerzity Karlovy a podílel se na čtyřech svazcích Velkého učebního česko-vietnamského slovníku.

### Ocenění
V roce 2017 byla po něm pojmenovaná nově objevená planetka na observatoři Kleť -  (126780) Ivovasiljev.

## Dílo
- Příspěvky k studiu sinovietnamské slovní zásoby (1964)
- Deník z vězení (1985) – český překlad
- Za dědictvím starých Vietů (1999)
- S vietnamskými dětmi na českých školách (2006)
- Současná problematika východoasijských menšin v České republice ( Univerzita Palackého Olomouc, 2010)
- Život s více jazyky (2011)
- Velký učební česko-vietnamský slovník: Svazek 1 - 4 (2013 – 2016)